# Xã Juniata, Michigan
Xã Juniata (tiếng Anh: Juniata Township) là một xã thuộc quận Tuscola, tiểu bang Michigan, Hoa Kỳ. Năm 2010, dân số của xã này là 1.567 người.